# Zagros TV
Zagros TV är en tv kanal från Irakiska Kurdistan.
Kanalen sänder via tre sätt:
Seasat 36o Frekvens 12625 Symbol 27/67, Hot bird 11727 Symbol 7500 vertikal, samt via www.zagrostv.com (streaming)